# Шелепницкий, Юрий Григорьевич
Ю́рий Григо́рьевич Шелепни́цкий (укр. Юрій Григорович Шелепницький; род. 18 января 1965, Лужаны) — советский и украинский футболист (полузащитник и защитник) и тренер. Первый капитан в истории сборной Украины. Мастер спорта СССР (1989).

## Биография

### Игровая карьера
В футбол начинал играть в 1983 году в черновицкой «Буковине» во второй союзной лиге, а в сезоне 1988 стал с черновицкой командой победителем чемпионата УССР. После чего был приглашён в одесский «Черноморец», в составе которого провёл более 80 матчей в высшей лиге чемпионата СССР и чемпионата Украины. Также в составе одесского клуба становился первым обладателем Кубка Украины. За «Буковину» в целом провёл более 350-ти игр, а за «Черноморец» свыше 100 официальных матчей.
Провёл более 150-ти игр в чемпионате Турции, выступая за «Трабзонспор», «Алтай» и «Денизлиспор». С первым становился бронзовым призёром чемпионата Турции. В еврокубках сыграл 10 матчей, забил 1 гол (6 игр в составе «Трабзонспора» и 4 (1) в «Черноморце»). Последняя его официальная игра состоялась 8 ноября 2003 года в составе родной «Буковины». Всего за 20-летнюю карьеру сыграл более 640 официальных матчей, забил свыше 40 голов.
Дважды получал приглашение от главных наставников киевского «Динамо», как в советский период Валерия Лобановского, так и во времена Йожефа Сабо. В обоих случаях ответил отказом: Первому отказал по причине того, что не видел для себя места в составе, и-за высокой конкуренции в линии полузащиты. А ехать в Киев, чтобы просто сидеть на скамейке запасных – не хотел; Второму ответил отказом, так как считал, что на тот момент чемпионат Турции существенно превосходил чемпионат Украины и он получил бесценный спортивный опыт. Хотя как сам отметил Шелепницкий в финансовом плане, возможно, он и проиграл.

#### В сборной
Единственную игру за сборную Украины сыграл 29 апреля 1992 года в Ужгороде на стадионе «Авангард». Это был товарищеский матч со сборной Венгрии (1:3), первый матч в истории сборной Украины. В матче представлял цвета одесского «Черноморца». Вывел команду как капитан, таким образом войдя в историю как первый капитан в истории сборной Украины.
Юра! ты - самый сильный в стране опорный полузащитник, поэтому будешь играть в Ужгороде за национальную команду.Виктор Прокопенко — первый главный тренер сборной Украины
Непосредственно перед матчем с венграми Прокопенко дал установку, а затем посоветовался с командой по поводу кандидатуре капитана. Сначала эту  почетную миссию предложил Никифорову (капитану «Черноморца»):«Юра, будешь капитаном сборной». Тот скривился и ответил отказом: «А почему я? Клуб – это одно дело, сборная – совсем другое». «Ребята спросили, готов ли я? (я был вице-капитаном «Черноморца») — Нет проблем, отвечаю я. Так и получил повязку».Юрий Шелепницкий
Из-за желания подписать контракт с турецким «Трабзонспором» не поехал со сборной Украины в американское турне, из-за чего возник конфликт с Федерацией футбола Украины. В дальнейшем в сборную не вызывался.
Впоследствии Базилевич хотел меня вызывать в сборную, и Павлов также... Почему этого не сделали – не знаю. В сборной царила страшная финансовая проблема. Федерация не была в состоянии даже оплатить футболисту билет из клуба в сборную. Возможно поэтому...Юрий Шелепницкий

### Тренерская карьера
В течение пяти лет работал тренером в родной «Буковине». С 2015 по 2016 год тренер любительского футбольного клуба «Маяк» (с. Великий Кучуров). Ныне тренер ДЮСШ «Буковина».

## Образование
Окончил географический факультет Черновицкого национального университета им. Ю. Федьковича.

## Достижения

### В качестве игрока
Командные
«Буковина» (Черновцы)
- Победитель чемпионата УССР: 1988
- Победитель второй лиги Украины: 1999/00

«Черноморец» (Одесса)
- Обладатель кубкa Федерации футбола СССР: 1990
- Обладатель кубка Украины: 1992

«Трабзонспор» (Трабзон)
- Бронзовый призёр чемпионата Турции: 1992/93

Личные
- В списках лучших футболистов Украины[укр.]: 1992

### В качестве тренера
- Обладатель кубка Черновицкой области[укр.]: 2015
- Серебряный призёр чемпионата Черновицкой области по футболу: 2015
- Финалист суперкубка Черновицкой области[укр.]: 2015